# Everytime
Everytime (engl. für: Jedes Mal) ist ein Lied der US-amerikanischen Pop-Sängerin Britney Spears aus ihrem vierten Studioalbum In the Zone. Es wurde am 10. Mai 2004 als dritte Single aus dem Album durch Jive Records veröffentlicht.

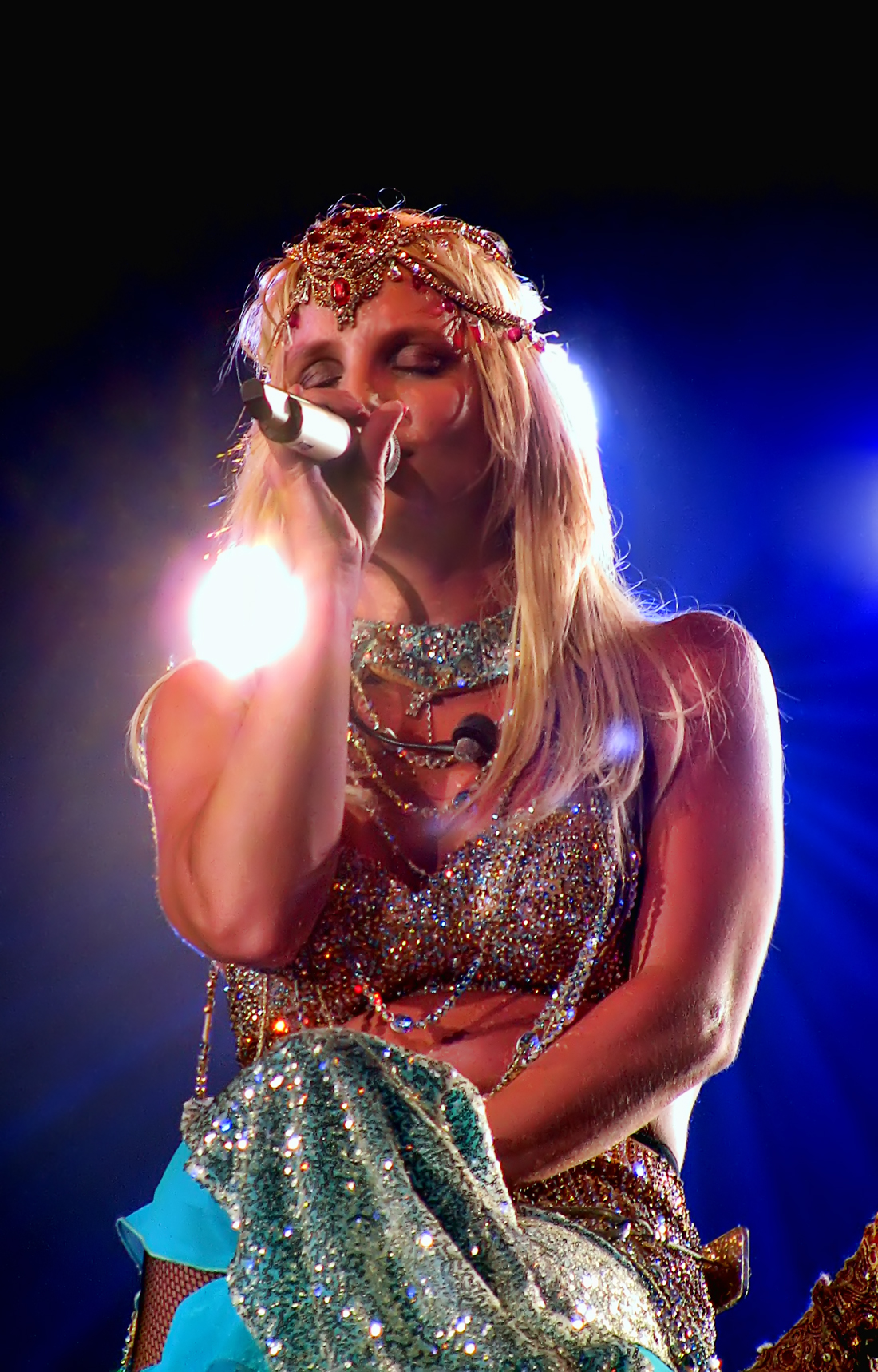
Britney Spears singt Everytime während ihrer The Circus Starring: Britney Spears-Tournee (2009)

## Hintergrund
Spears schrieb das Lied zusammen mit ihrer Backgroundsängerin Annet Artani (bürgerlich: Annette Denise Stamatelato) und komponierte die Musik selbst.
Wie Spears in ihrer Autobiografie The Woman in Me beschreibt, verarbeitete sie mit Everytime das Erlebnis von ihrer Abtreibung. Sie sei mit der Schwangerschaft glücklich gewesen und habe sich gewünscht, mit Justin Timberlake, von dem sie schwanger war, eine Familie zu gründen. Der Schwangerschaftsabbruch habe auf Drängen Timberlakes hin und, ebenfalls entgegen Spears’ Wunsch, ohne ärztliche Aufsicht im eigenen Bad stattgefunden und sei deswegen mit starken physischen Schmerzen verbunden gewesen. Die Schwangerschaft bzw. Abtreibung und entsprechend der Hintergrund des Liedes Everytime war der Öffentlichkeit vor Erscheinen der Autobiografie im Jahr 2023 nicht bekannt.

## Musikvideo
Ein Hubschrauber überfliegt das Palms Casino Resort und ein Plakat mit Britney Spears nächsten Auftritt in Las Vegas wird gezeigt. Britney Spears selbst sitzt mit einem Freund hinten in einem Auto, mit geleerten Flaschen auf dem Boden und er winkt ab, als sie etwas von ihm will. Von Paparazzi bedrängt, ereifert sich ihr Freund, gespielt von Stephen Dorff, und Britney Spears und er können nach Hause fliehen. Dort gibt es erneut Streit und sie geht in die Badewanne, während ihr Freund eine Vase zerschmettert. Plötzlich entdeckt Britney eine Kopfwunde bei sich und gleitet hinab in das Wasser. Sie läuft leicht bekleidet durch einen hellen Flur und sieht, wie sie selbst erfolglos reanimiert wird. Der Freund springt in die Badewanne und hebt ihren Kopf aus dem Wasser. Ein Baby wird in Britneys Traum geboren, während sie selbst aus dem Krankenhaus hinausgebracht wird und den langen Flur zurückläuft. Sie erwacht wieder.

## Rezeption
Das Lied wurde von den Kritikern positiv aufgenommen, sie lobten den einfachen Text und das organische Gefühl des Songs im Vergleich zu den anderen Songs auf In the Zone. Everytime war Bestandteil mehrerer Konzerte und wurde in zwei Tourneen von Spears, die Onyx-Hotel-Tour (2004) und die The-Circus-Starring: Britney-Spears-Tour (2009), mit einbezogen. Es war ebenfalls Bestandteil ihrer Las Vegas Show Britney: Piece of Me. Everytime wurde von Künstlern wie Glen Hansard, Jackie Evancho und Ethel Cain gecovert.
In dem Film Spring Breakers singt Alien (gespielt von James Franco) das Lied am Klavier.

## Kommerzieller Erfolg

### Chartplatzierungen
| ChartsChartplatzierungen       | Höchstplatzierung | Wochen |
| ------------------------------ | ----------------- | ------ |
| Deutschland (GfK)              | 4 (19 Wo.)        | 19     |
| Österreich (Ö3)                | 4 (22 Wo.)        | 22     |
| Schweiz (IFPI)                 | 6 (28 Wo.)        | 28     |
| Vereinigte Staaten (Billboard) | 15 (18 Wo.)       | 18     |
| Vereinigtes Königreich (OCC)   | 1 (15 Wo.)        | 15     |

| ChartsJahrescharts (2004)      | Platzierung |
| ------------------------------ | ----------- |
| Deutschland (GfK)              | 20          |
| Österreich (Ö3)                | 12          |
| Schweiz (IFPI)                 | 18          |
| Vereinigte Staaten (Billboard) | 83          |

### Auszeichnungen und Verkäufe
| Land/Region                  | Auszeichnungen für Musikverkäufe (Land/Region, Auszeichnung, Verkäufe) | Verkäufe  |
| ---------------------------- | ---------------------------------------------------------------------- | --------- |
| Australien (ARIA)            | Gold                                                                   | 35.000    |
| Belgien (BRMA)               | Gold                                                                   | 25.000    |
| Dänemark (IFPI)              | Gold                                                                   | 45.000    |
| Deutschland (BVMI)           | Gold                                                                   | 150.000   |
| Frankreich (SNEP)            | Silber                                                                 | 100.000   |
| Norwegen (IFPI)              | Platin                                                                 | 10.000    |
| Schweden (IFPI)              | Gold                                                                   | 20.000    |
| Vereinigte Staaten (RIAA)    | Platin                                                                 | 1.000.000 |
| Vereinigtes Königreich (BPI) | Platin                                                                 | 600.000   |
| Insgesamt                    | 1× Silber · 5× Gold · 3× Platin ·                                      | 1.985.000 |

Hauptartikel: Britney Spears/Auszeichnungen für Musikverkäufe